# 清竜基
清 竜基（せい りゅうき、1996年9月2日 - ）は、北海道函館市出身のハンドボール選手。ジークスター東京所属。背番号は「6」（2019年から）。

## 経歴
函館大学付属有斗高校卒業後は国士舘大学へ進学し、大学卒業後はジークスター東京へ入団した。